# Wang Junkai
 (novembre 2018).
Si vous disposez d'ouvrages ou d'articles de référence ou si vous connaissez des sites web de qualité traitant du thème abordé ici, merci de compléter l'article en donnant les références utiles à sa vérifiabilité et en les liant à la section « Notes et références ».
Wang Junkai, né le 21 septembre 1999 à Chongqing, également connu sous le nom de Karry Wang, est un acteur et chanteur chinois.
En 2010, il intègre TF Family en tant que stagiaire, puis en 2013 fait ses débuts au sein du groupe TFBoys, dont il devient le leader. Il est considéré comme l'un des jeunes les plus riches nés dans les années 90, avec une fortune estimée à 248 millions de yuans (US$36 millions d'euros) au mois de décembre 2016.

## Biographie

### Enfance et formation
Wang Junkai débute en tant que stagiaire pour le label TF Entertainment en 2010. A ses débuts, il participe au mini album de la TF Family I Don't Want to Change. Il publie plusieurs chansons en ligne, et participe à l'audition des programmes. En particulier, sa reprise de Onion (à l'origine par Aska Yang) retient l'attention de plusieurs médias. Il fait officiellement ses débuts en tant que membre de TFBoys le 6 août 2013, à l'âge de 13 ans aux côtés de Roy Wang et Jackson Yee.
En 2017, il attire l'attention des médias, après s'être inscrit à l'Académie du Cinéma de Pékin.

### Carrière
En 2016, Junkai sort sa première chanson solo Reading Tree à la composition de laquelle il a participé. En juillet 2016, il sort son deuxième titre solo, Memory in Ferris Wheel qui devient la bande sonore de la série chinoise Finding Soul. La même année, Junkai joue un rôle secondaire dans le film du réalisateur Zhang Yimou La Grande Muraille.
En janvier 2017, il sort son troisième titre solo Homeward, produit par Li Ronghao, qui est nommé parmi le Top 10 des Chansons au Fresh Asia Chart Festival 2017. En avril 2017 de cette même année, il rejoint le casting de l'émission Give Me Five, et devient l'ambassadeur chinois pour la promotion du film Kingsman: Le Cercle d'Or pour lequel il a réalisé la chanson Become a Gentleman. En septembre 2017, Junkai sort une chanson solo intitulée Karry On comme une partie de son dix-huitième anniversaire. Il joue ensuite dans le film chinois adapté du roman populaire japonais Miracles de la Namiya, réalisé en décembre 2017. La même année il chante la chanson du film intitulé Train in the Mist avec Li Jian.
En 2018, il est choisi comme personnage principal de la série Eagles and Youngster. La même année, il est annoncé qu'il va être en vedette dans le film d'animation fantastique L. O. R. D: Légende de Ravager les Dynasties 2.

### Autres activités
Wang Junkai bat le record du monde Guinness pour avoir « les billets les plus repostés sur Weibo » en 2015.
En Mars 2017, il est invité par Nike pour participer au processus de conception de la nouvelle Air Max. En juin 2017, Junkai débute dans la maison de couture Dolce & Gabbana, lors des défilés Hommes Printemps/Été 2018 de mode à Milan. La même année, il devient le plus jeune homme célèbre grâce à la couverture de Harper's Bazaar et L'Officiel Hommes.
En décembre 2017, il est annoncé comme figure emblématique de la marque Swatch. Dans le même mois, la Banque Industrielle et Commerciale de Chine (ICBC) annonce son intention de collaborer avec Visa Chine, pour la création d'une carte de crédit Galaxie Karry Wang.

#### Activités sociales
En mars 2017, Junkai est nommé l'un des Special Envoy of Youth Action pour le World Life Day, une campagne conjointe de l'Organisation des Nations unies pour l'environnement, le Fonds International pour la protection des animaux et la Conservation de la nature.
Pour son dix-huitième anniversaire, Junkai a annoncé la mise en place de son propre organisme de bienfaisance, la fondation Kindle Blue Fund. Son premier projet est de construire une bibliothèque pour les enfants qui vivent dans les zones montagneuses.
En avril 2018, il s'est vu nommé UN Environment National Goodwill Ambassador par le Programme des Nations unies pour l'environnement

## Discographie
| Titre                                                                          | Année | Pic graphique des positions | Pic graphique des positions         | Album                                                |  |
| Titre                                                                          | Année | CHN Baidu Graphique         | CHN Panneau D'Affichage Graphique V | Album                                                |  |
| ------------------------------------------------------------------------------ | ----- | --------------------------- | ----------------------------------- | ---------------------------------------------------- |  |
| 样(Young)                                                                      | 2016  | —                           | —                                   |                                                      |  |
| Memory in Ferris Wheel (摩天轮的思念)                                          | 2016  | —                           | —                                   | Finding Soul OST                                     |  |
| Reading Tree (树读)                                                            | 2016  | —                           | —                                   | N/A                                                  |  |
| Little Jacket (小棉袄)                                                         | 2017  | —                           | —                                   | N/A                                                  |  |
| Imperfect Child (不完美小孩)                                                   | 2017  | —                           | —                                   | N/A                                                  |  |
| Karry On (焕蓝·未来)                                                           | 2017  | —                           | —                                   | N/A                                                  |  |
| Become a Gentleman (冷暖)                                                      | 2017  | —                           | —                                   | Chanson promotionnelle pour Kingsman: Le Cercle d'Or |  |
| Train in the Mist (雾中列车)                                                   | 2017  | —                           | —                                   | Namiya OST                                           |  |
| 我在诛仙逍遥涧                                                                 | 2018  |                             |                                     | Thème de la chanson du jeu mobile : Zhu xian         |  |
| 圓夢一代 (zh) « 王俊凯新歌《圆梦一代》正式发布！ », sur 中国长安网,‎ 4 mai 2018 | 2018  |                             |                                     |                                                      |  |

### Collaborations
| Année | Titre En Anglais | Titre Chinois                                                                    | Album             | Notes                               |
| ----- | ---------------- | -------------------------------------------------------------------------------- | ----------------- | ----------------------------------- |
| 2017  | Proud Youth      | 骄傲的少年                                                                       | Give Me Five song | avec les membres de la distribution |
| 2017  | China's Dream    | 中国梦(zh) « 《高能少年团》将播 主题曲《骄傲的少年》曝光 », Sohu,‎ 1er avril 2017 | N/A               | avec de nombreux artistes           |

## Filmographie

### Film
| Année | Titre                                          | Rôle            |
| ----- | ---------------------------------------------- | --------------- |
| 2015  | Livre de Chair                                 | Rôle secondaire |
| 2015  | M. Six                                         | Rôle secondaire |
| 2016  | La Grande Muraille                             | L'empereur      |
| 2017  | Namiya                                         | Xiao Bo         |
| 2018  | L. O. R. D: Légende de Ravager les Dynasties 2 | Frost           |

### Série télévisée
| Année | Titre                | Rôle                  | Notes           |
| ----- | -------------------- | --------------------- | --------------- |
| 2016  | Nobles Aspirations   | Lin Jingyu Adolescent | Rôle secondaire |
| 2016  | Love for Separation  | Li Xiang              | Rôle secondaire |
| 2016  | Finding Soul         | Xia Chang'an / 001    | Rôle principal  |
| 2017  | Boy Hood             | Wu Tong               | Rôle principal  |
| 2018  | Eagles and Youngster | Zhang Baoqing         | Rôle principal  |

### Spectacle de variété
| Année | Titre                       | Rôle                      |
| ----- | --------------------------- | ------------------------- |
| 2017  | Give Me Five                | Membre de la distribution |
| 2018  | Give Me Five Saison 2       | Membre de la distribution |
| 2018  | Chinese Restaurant Saison 2 | Membre de la distribution |

## Prix et nominations
| Année | Prix                      | Catégorie           | Nomination de travail | Résultats |
| ----- | ------------------------- | ------------------- | --------------------- | --------- |
| 2016  | Fresh Asia Chart Festival | Top 10 des Chansons | Young                 | Lauréat   |
| 2017  | Fresh Asia Chart Festival | Top 10 des Chansons | Imperfect Child       | Lauréat   |
| 2017  | Fresh Asia Chart Festival | Top 10 des Chansons | Little Jacket         | Lauréat   |